# Stanley-Cup-Playoffs 2009
Die Playoffs um den Stanley Cup des Jahres 2009 begannen am 15. April 2009 und endeten am 12. Juni 2009 mit dem 4:3-Erfolg der Pittsburgh Penguins über die Detroit Red Wings. Die Penguins gewannen ihren insgesamt dritten Stanley Cup sowie ihren ersten seit der Saison 1991/92. Zudem stellten sie in Jewgeni Malkin sowohl den Topscorer als auch den mit der Conn Smythe Trophy ausgezeichneten Most Valuable Player der Playoffs. Da sich die Red Wings im Vorjahresfinale mit 4:2 gegen die Penguins durchgesetzt hatten, kam es in dieser Saison zum ersten Mal seit den Playoffs 1984 zur direkten Neuauflage einer vorangegangenen Finalpaarung. Ferner waren die Penguins die erste Mannschaft seit den Canadiens de Montréal aus dem Jahre 1971, die den Stanley Cup trotz eines 0:2-Rückstands im Finale gewinnen konnte. Ebenfalls 1971 war es zuletzt einem Team gelungen, das siebte und entscheidende Spiel des Finals auf gegnerischem Eis für sich zu entscheiden.
Während sich die Ottawa Senators erstmals seit elf Saisons nicht für die post-season qualifizierten und somit die bisher längste Serie des Franchise endete, zogen die Columbus Blue Jackets acht Spielzeiten nach ihrer Gründung erstmals in die Playoffs ein.

## Modus
Nachdem sich aus jeder Conference die drei Divisionssieger sowie die fünf weiteren punktbesten Teams der Conference qualifiziert haben, starten die im K.-o.-System ausgetragenen Playoffs. Dabei trifft der punktbeste Divisionssieger auf das achte und somit punktschlechteste qualifizierte Team, die Nummer 2 dieser Rangliste auf die Nummer 7 usw. Durch diesen Modus ist es möglich, dass eines oder mehrere qualifizierte Teams mehr Punkte als einer der Divisionssieger erzielt haben. Das gleiche Prinzip wird zur Bestimmung der Begegnungen der zweiten Playoff-Runde genutzt.
Jede Conference spielt in der Folge im Conference-Viertelfinale, Conference-Halbfinale und im Conference-Finale ihren Sieger aus, der dann im Finale um den Stanley Cup antritt. Alle Serien jeder Runde werden im Best-of-Seven-Modus ausgespielt, das heißt, dass ein Team vier Siege zum Erreichen der nächsten Runde benötigt. Das höher gesetzte Team hat dabei in den ersten beiden Spielen Heimrecht, die nächsten beiden das gegnerische Team. Sollte bis dahin kein Sieger aus der Runde hervorgegangen sein, wechselt das Heimrecht von Spiel zu Spiel. So hat die höher gesetzte Mannschaft in den Spielen 1, 2, 5 und 7, also vier der maximal sieben Spiele, einen Heimvorteil. Der Sieger der Eastern Conference wird mit der Prince of Wales Trophy ausgezeichnet und der Sieger der Western Conference mit der Clarence S. Campbell Bowl.
Bei Spielen, die nach der regulären Spielzeit von 60 Minuten unentschieden bleiben, folgt die Overtime, die im Gegensatz zur regulären Saison mit fünf Feldspielern gespielt wird. Zudem endet sie durch das erste Tor (Sudden Death) und nicht, wie in der regulären Saison üblich, mit einem Shootout.

## Qualifizierte Teams
| Atlantic Division - (3) New Jersey Devils - (4) Pittsburgh Penguins - (5) Philadelphia Flyers - (7) New York Rangers Northeast Division - (1) Boston Bruins - (8) Canadiens de Montréal Southeast Division - (2) Washington Capitals - (6) Carolina Hurricanes | Central Division - (2) Detroit Red Wings - (4) Chicago Blackhawks - (6) St. Louis Blues - (7) Columbus Blue Jackets Northwest Division - (3) Vancouver Canucks - (5) Calgary Flames Pacific Division - (1) San Jose Sharks - (8) Anaheim Ducks |

## Playoff-Baum
|  | Conference-Viertelfinale                              | Conference-Viertelfinale | Conference-Viertelfinale |                    | Conference-Halbfinale | Conference-Halbfinale | Conference-Halbfinale |                     |                   | Conference-Finale | Conference-Finale | Conference-Finale |  |  | Stanley-Cup-Finale | Stanley-Cup-Finale | Stanley-Cup-Finale |
|  |                                                       |                          |                          |                    |                       |                       |                       |                     |                   |                   |                   |                   |  |  |                    |                    |                    |
|  | 1                                                     | Boston Bruins            | 4                        |                    | 1                     | Boston Bruins         | 3                     |                     |                   |                   |                   |                   |  |  |                    |                    |                    |
|  | 8                                                     | Canadiens de Montréal    | 0                        | 6                  | Carolina Hurricanes   | 4                     |                       |                     |                   |                   |                   |                   |  |  |                    |                    |                    |
|  |                                                       |                          |                          |                    |                       |                       |                       |                     |                   |                   |                   |                   |  |  |                    |                    |                    |
|  | 2                                                     | Washington Capitals      | 4                        | Eastern Conference | Eastern Conference    | Eastern Conference    |                       |                     |                   |                   |                   |                   |  |  |                    |                    |                    |
|  | 2                                                     | Washington Capitals      | 4                        | Eastern Conference | Eastern Conference    | Eastern Conference    |                       |                     |                   |                   |                   |                   |  |  |                    |                    |                    |
|  | 7                                                     | New York Rangers         | 3                        |                    |                       |                       |                       |                     |                   |                   |                   |                   |  |  |                    |                    |                    |
|  | 7                                                     | New York Rangers         | 3                        | 6                  | Carolina Hurricanes   | 0                     |                       |                     |                   |                   |                   |                   |  |  |                    |                    |                    |
|  |                                                       |                          |                          | 6                  | Carolina Hurricanes   | 0                     |                       |                     |                   |                   |                   |                   |  |  |                    |                    |                    |
|  |                                                       | 4                        | Pittsburgh Penguins      | 4                  |                       |                       |                       |                     |                   |                   |                   |                   |  |  |                    |                    |                    |
|  | 3                                                     | 4                        | Pittsburgh Penguins      | 4                  | New Jersey Devils     | 3                     |                       |                     |                   |                   |                   |                   |  |  |                    |                    |                    |
|  | 3                                                     |                          |                          |                    | New Jersey Devils     | 3                     |                       |                     |                   |                   |                   |                   |  |  |                    |                    |                    |
|  | 6                                                     | Carolina Hurricanes      | 4                        |                    |                       |                       |                       |                     |                   |                   |                   |                   |  |  |                    |                    |                    |
|  | 6                                                     | Carolina Hurricanes      | 4                        |                    |                       |                       |                       |                     |                   |                   |                   |                   |  |  |                    |                    |                    |
|  |                                                       |                          |                          |                    |                       |                       |                       |                     |                   |                   |                   |                   |  |  |                    |                    |                    |
|  | 4                                                     | Pittsburgh Penguins      | 4                        | 2                  | Washington Capitals   | 3                     |                       |                     |                   |                   |                   |                   |  |  |                    |                    |                    |
|  | 4                                                     | Pittsburgh Penguins      | 4                        | 2                  | Washington Capitals   | 3                     |                       |                     |                   |                   |                   |                   |  |  |                    |                    |                    |
|  | 5                                                     | Philadelphia Flyers      | 2                        | 4                  | Pittsburgh Penguins   | 4                     |                       |                     |                   |                   |                   |                   |  |  |                    |                    |                    |
|  | 5                                                     | Philadelphia Flyers      | 2                        | 4                  | Pittsburgh Penguins   | 4                     | E4                    | Pittsburgh Penguins | 4                 |                   |                   |                   |  |  |                    |                    |                    |
|  | (Die Teams werden nach der ersten Runde neu gesetzt.) |                          |                          |                    |                       |                       | E4                    | Pittsburgh Penguins | 4                 |                   |                   |                   |  |  |                    |                    |                    |
|  |                                                       | W2                       | Detroit Red Wings        | 3                  |                       |                       |                       |                     |                   |                   |                   |                   |  |  |                    |                    |                    |
|  | 1                                                     | W2                       | Detroit Red Wings        | 3                  | San Jose Sharks       | 2                     |                       | 2                   | Detroit Red Wings | 4                 |                   |                   |  |  |                    |                    |                    |
|  | 1                                                     |                          |                          |                    | San Jose Sharks       | 2                     |                       | 2                   | Detroit Red Wings | 4                 |                   |                   |  |  |                    |                    |                    |
|  | 8                                                     | Anaheim Ducks            | 4                        | 8                  | Anaheim Ducks         | 3                     |                       |                     |                   |                   |                   |                   |  |  |                    |                    |                    |
|  | 8                                                     | Anaheim Ducks            | 4                        | 8                  | Anaheim Ducks         | 3                     |                       |                     |                   |                   |                   |                   |  |  |                    |                    |                    |
|  |                                                       |                          |                          |                    |                       |                       |                       |                     |                   |                   |                   |                   |  |  |                    |                    |                    |
|  | 2                                                     | Detroit Red Wings        | 4                        |                    |                       |                       |                       |                     |                   |                   |                   |                   |  |  |                    |                    |                    |
|  | 2                                                     | Detroit Red Wings        | 4                        |                    |                       |                       |                       |                     |                   |                   |                   |                   |  |  |                    |                    |                    |
|  | 7                                                     | Columbus Blue Jackets    | 0                        |                    |                       |                       |                       |                     |                   |                   |                   |                   |  |  |                    |                    |                    |
|  | 7                                                     | Columbus Blue Jackets    | 0                        | 2                  | Detroit Red Wings     | 4                     |                       |                     |                   |                   |                   |                   |  |  |                    |                    |                    |
|  |                                                       |                          |                          | 2                  | Detroit Red Wings     | 4                     |                       |                     |                   |                   |                   |                   |  |  |                    |                    |                    |
|  |                                                       | 4                        | Chicago Blackhawks       | 1                  |                       |                       |                       |                     |                   |                   |                   |                   |  |  |                    |                    |                    |
|  | 3                                                     | 4                        | Chicago Blackhawks       | 1                  | Vancouver Canucks     | 4                     |                       |                     |                   |                   |                   |                   |  |  |                    |                    |                    |
|  | 3                                                     |                          |                          |                    | Vancouver Canucks     | 4                     |                       |                     |                   |                   |                   |                   |  |  |                    |                    |                    |
|  | 6                                                     | St. Louis Blues          | 0                        | Western Conference | Western Conference    | Western Conference    |                       |                     |                   |                   |                   |                   |  |  |                    |                    |                    |
|  | 6                                                     | St. Louis Blues          | 0                        | Western Conference | Western Conference    | Western Conference    |                       |                     |                   |                   |                   |                   |  |  |                    |                    |                    |
|  |                                                       |                          |                          |                    |                       |                       |                       |                     |                   |                   |                   |                   |  |  |                    |                    |                    |
|  | 4                                                     | Chicago Blackhawks       | 4                        | 3                  | Vancouver Canucks     | 2                     |                       |                     |                   |                   |                   |                   |  |  |                    |                    |                    |
|  | 5                                                     | Calgary Flames           | 2                        | 4                  | Chicago Blackhawks    | 4                     |                       |                     |                   |                   |                   |                   |  |  |                    |                    |                    |

## Conference-Viertelfinale

### Eastern Conference

#### (1) Boston Bruins – (8) Canadiens de Montréal
| 16. April 2009 19.00 Uhr (Ortszeit) | Boston Bruins Phil Kessel (13:11) David Krejčí (14:41) Zdeno Chára (51:15) Phil Kessel (59:46) | 4:2 (2:1, 0:1, 2:0) Spielbericht Stand: 1:0 | Canadiens de Montréal Christopher Higgins (16:19) Alexei Kowaljow (37:37) | TD Banknorth Garden, Boston, Massachusetts Zuschauer: 17.565 |

| 18. April 2009 20.00 Uhr | Boston Bruins Marc Savard (9:59) Chuck Kobasew (15:12) Shane Hnidy (25:45) Marc Savard (28:13) Michael Ryder (39:57) | 5:1 (2:0, 3:1, 0:0) Spielbericht Stand: 2:0 | Canadiens de Montréal Alexei Kowaljow (20:46) | TD Banknorth Garden, Boston, Massachusetts Zuschauer: 17.565 |

| 20. April 2009 19.00 Uhr | Canadiens de Montréal Christopher Higgins (11:52) Yannick Weber (25:16) | 2:4 (1:1, 1:2, 0:1) Spielbericht Stand: 0:3 | Boston Bruins Phil Kessel (18:35) Shawn Thornton (23:36) Michael Ryder (37:21) Chuck Kobasew (59:23) | Centre Bell, Montreal, Québec Zuschauer: 21.273 |

| 22. April 2009 19.00 Uhr | Canadiens de Montréal Andrej Kaszizyn (0:39) | 1:4 (1:2, 0:2, 0:0) Spielbericht Stand: 0:4 | Boston Bruins Michael Ryder (17:27) David Krejčí (19:25) Phil Kessel (31:58) Michael Ryder (32:43) | Centre Bell, Montreal, Québec Zuschauer: 21.273 |

#### (2) Washington Capitals – (7) New York Rangers
| 15. April 2009 19.00 Uhr (Ortszeit) | Washington Capitals Tomáš Fleischmann (26:40) Wiktor Koslow (39:11) Alexander Sjomin (41:42) | 3:4 (0:0, 2:3, 1:1) Spielbericht Stand: 0:1 | New York Rangers Scott Gomez (27:49) Nikolai Antropow (36:49) Markus Näslund (38:28) Brandon Dubinsky (51:43) | Verizon Center, Washington, D.C. Zuschauer: 18.277 |

| 18. April 2009 13.00 Uhr | Washington Capitals | 0:1 (0:1, 0:0, 0:0) Spielbericht Stand: 0:2 | New York Rangers Ryan Callahan (7:44) | Verizon Center, Washington, D.C. Zuschauer: 18.277 |

| 20. April 2009 19.00 Uhr | New York Rangers | 0:4 (0:2, 0:1, 0:1) Spielbericht Stand: 2:1 | Washington Capitals Alexander Sjomin (6:57) Alexander Sjomin (11:36) Brooks Laich (31:29) Tom Poti (58:35) | Madison Square Garden, New York City, New York Zuschauer: 18.200 |

| 22. April 2009 19.00 Uhr | New York Rangers Paul Mara (13:55) Chris Drury (22:23) | 2:1 (1:0, 1:0, 0:1) Spielbericht Stand: 3:1 | Washington Capitals Alexander Owetschkin (42:13) | Madison Square Garden, New York City, New York Zuschauer: 18.200 |

| 24. April 2009 19.00 Uhr | Washington Capitals Matt Bradley (4:58) Matt Bradley (12:07) Alexander Sjomin (24:57) Alexander Owetschkin (39:31) | 4:0 (2:0, 2:0, 0:0) Spielbericht Stand: 2:3 | New York Rangers | Verizon Center, Washington, D.C. Zuschauer: 18.277 |

| 26. April 2009 14.00 Uhr | New York Rangers Scott Gomez (8:15) Ryan Callahan (44:21) Marc Staal (59:54) | 3:5 (1:3, 0:2, 2:0) Spielbericht Stand: 3:3 | Washington Capitals Milan Jurčina (7:09) Mike Green (13:58) Tom Poti (17:14) Wiktor Koslow (29:21) Alexander Owetschkin (36:44) | Madison Square Garden, New York City, New York Zuschauer: 18.200 |

| 28. April 2009 19.00 Uhr | Washington Capitals Alexander Sjomin (15:34) Sergei Fjodorow (55:01) | 2:1 (1:1, 0:0, 1:0) Spielbericht Stand: 4:3 | New York Rangers Nikolai Antropow (5:35) | Verizon Center, Washington, D.C. Zuschauer: 18.277 |

#### (3) New Jersey Devils – (6) Carolina Hurricanes
| 15. April 2009 19.30 Uhr (Ortszeit) | New Jersey Devils Mike Mottau (16:03) Zach Parise (20:59) Patrik Eliáš (31:33) Jamie Langenbrunner (49:51) | 4:1 (1:0, 2:0, 1:1) Spielbericht Stand: 1:0 | Carolina Hurricanes Ray Whitney (49:22) | Prudential Center, Newark, New Jersey Zuschauer: 17.625 |

| 17. April 2009 19.30 Uhr | New Jersey Devils Zach Parise (10:44) | 1:2 n. V. (1:1, 0:0, 0:0, 0:1) Spielbericht Stand: 1:1 | Carolina Hurricanes Eric Staal (19:35) Tim Gleason (62:40) | Prudential Center, Newark, New Jersey Zuschauer: 17.625 |

| 19. April 2009 19.30 Uhr | Carolina Hurricanes Ryan Bayda (6:35) Chad LaRose (35:30) | 2:3 n. V. (1:2, 1:0, 0:0, 0:1) Spielbericht Stand: 1:2 | New Jersey Devils Zach Parise (6:04) Brian Gionta (19:51) Travis Zajac (64:58) | RBC Center, Raleigh, North Carolina Zuschauer: 17.971 |

| 21. April 2009 19.30 Uhr | Carolina Hurricanes Eric Staal (7:44) Ryan Bayda (8:47) Chad LaRose (26:30) Jussi Jokinen (59:59) | 4:3 (2:0, 1:1, 1:2) Spielbericht Stand: 2:2 | New Jersey Devils Brian Gionta (39:32) Brendan Shanahan (44:21) David Clarkson (48:46) | RBC Center, Raleigh, North Carolina Zuschauer: 17.465 |

| 23. April 2009 19.30 Uhr | New Jersey Devils David Clarkson (31:22) | 1:0 (0:0, 1:0, 0:0) Spielbericht Stand: 3:2 | Carolina Hurricanes | Prudential Center, Newark, New Jersey Zuschauer: 17.625 |

| 26. April 2009 19.30 Uhr | Carolina Hurricanes Ray Whitney (10:32) Eric Staal (24:44) Eric Staal (27:30) Jussi Jokinen (49:12) | 4:0 (1:0, 2:0, 1:0) Spielbericht Stand: 3:3 | New Jersey Devils | RBC Center, Raleigh, North Carolina Zuschauer: 18.680 |

| 28. April 2009 19.30 Uhr | New Jersey Devils Jamie Langenbrunner (2:31) Jay Pandolfo (13:27) Brian Rolston (28:47) | 3:4 (2:1, 1:1, 0:2) Spielbericht Stand: 3:4 | Carolina Hurricanes Tuomo Ruutu (1:02) Ray Whitney (23:42) Jussi Jokinen (58:40) Eric Staal (59:28) | Prudential Center, Newark, New Jersey Zuschauer: 17.625 |

#### (4) Pittsburgh Penguins – (5) Philadelphia Flyers
| 15. April 2009 19.00 Uhr (Ortszeit) | Pittsburgh Penguins Sidney Crosby (4:41) Tyler Kennedy (21:39) Jewgeni Malkin (46:28) Mark Eaton (50:27) | 4:1 (1:0, 1:0, 2:1) Spielbericht Stand: 1:0 | Philadelphia Flyers Simon Gagné (55:25) | Mellon Arena, Pittsburgh, Pennsylvania Zuschauer: 17.132 |

| 17. April 2009 19.00 Uhr | Pittsburgh Penguins Bill Guerin (36:38) Jewgeni Malkin (56:23) Bill Guerin (78:29) | 3:2 n. V. (0:1, 1:0, 1:1, 1:0) Spielbericht Stand: 2:0 | Philadelphia Flyers Scott Hartnell (13:26) Darroll Powe (42:09) | Mellon Arena, Pittsburgh, Pennsylvania Zuschauer: 17.132 |

| 19. April 2009 15.00 Uhr | Philadelphia Flyers Jeff Carter (2:59) Mike Richards (5:14) Claude Giroux (24:32) Simon Gagné (28:58) Jared Ross (43:42) Simon Gagné (58:24) | 6:3 (2:1, 2:1, 2:1) Spielbericht Stand: 1:2 | Pittsburgh Penguins Jewgeni Malkin (19:48) Rob Scuderi (20:13) Jewgeni Malkin (48:30) | Wachovia Center, Philadelphia, Pennsylvania Zuschauer: 19.745 |

| 21. April 2009 19.00 Uhr | Philadelphia Flyers Daniel Carcillo (51:44) | 1:3 (0:0, 0:2, 1:1) Spielbericht Stand: 1:3 | Pittsburgh Penguins Sidney Crosby (23:19) Tyler Kennedy (27:41) Maxime Talbot (59:08) | Wachovia Center, Philadelphia, Pennsylvania Zuschauer: 19.883 |

| 23. April 2009 19.00 Uhr | Pittsburgh Penguins | 0:3 (0:0, 0:1, 0:2) Spielbericht Stand: 3:2 | Philadelphia Flyers Arron Asham (26:32) Claude Giroux (43:25) Mike Knuble (53:12) | Mellon Arena, Pittsburgh, Pennsylvania Zuschauer: 17.132 |

| 25. April 2009 15.00 Uhr | Philadelphia Flyers Mike Knuble (17:48) Joffrey Lupul (18:39) Daniel Brière (24:06) | 3:5 (2:0, 1:3, 0:2) Spielbericht Stand: 2:4 | Pittsburgh Penguins Ruslan Fedotenko (24:35) Mark Eaton (26:32) Sidney Crosby (36:59) Sergei Gontschar (42:19) Sidney Crosby (59:32) | Wachovia Center, Philadelphia, Pennsylvania Zuschauer: 20.072 |

### Western Conference

#### (1) San Jose Sharks – (8) Anaheim Ducks
| 16. April 2009 19.30 Uhr (Ortszeit) | San Jose Sharks | 0:2 (0:0, 0:0, 0:2) Spielbericht Stand: 0:1 | Anaheim Ducks Scott Niedermayer (45:18) Ryan Getzlaf (57:35) | HP Pavilion at San Jose, San José, Kalifornien Zuschauer: 17.496 |

| 19. April 2009 19.00 Uhr | San Jose Sharks Ryane Clowe (25:38) Jonathan Cheechoo (53:54) | 2:3 (0:1, 1:0, 1:2) Spielbericht Stand: 0:2 | Anaheim Ducks Bobby Ryan (3:45) Andrew Ebbett (49:44) Drew Miller (53:17) | HP Pavilion at San Jose, San José, Kalifornien Zuschauer: 17.496 |

| 21. April 2009 19.30 Uhr | Anaheim Ducks Bobby Ryan (11:12) James Wisniewski (14:50) Chris Pronger (31:50) | 3:4 (2:2, 1:1, 0:1) Spielbericht Stand: 2:1 | San Jose Sharks Rob Blake (5:34) Dan Boyle (13:07) Dan Boyle (21:05) Patrick Marleau (50:33) | Honda Center, Anaheim, Kalifornien Zuschauer: 16.277 |

| 23. April 2009 19.30 Uhr | Anaheim Ducks Bobby Ryan (26:33) Bobby Ryan (30:13) Corey Perry (54:09) Drew Miller (59:19) | 4:0 (0:0, 2:0, 2:0) Spielbericht Stand: 3:1 | San Jose Sharks | Honda Center, Anaheim, Kalifornien Zuschauer: 16.830 |

| 25. April 2009 19.00 Uhr | San Jose Sharks Joe Thornton (7:25) Devin Setoguchi (37:16) Patrick Marleau (66:02) | 3:2 n. V. (1:0, 1:0, 0:2, 1:0) Spielbericht Stand: 2:3 | Anaheim Ducks Ryan Carter (40:55) Corey Perry (44:42) | HP Pavilion at San Jose, San José, Kalifornien Zuschauer: 17.496 |

| 27. April 2009 19.30 Uhr | Anaheim Ducks Corey Perry (12:33) Teemu Selänne (33:03) François Beauchemin (34:26) Ryan Getzlaf (57:06) | 4:1 (1:1, 2:0, 1:0) Spielbericht Stand: 4:2 | San Jose Sharks Milan Michálek (10:19) | Honda Center, Anaheim, Kalifornien Zuschauer: 17.174 |

#### (2) Detroit Red Wings – (7) Columbus Blue Jackets
| 16. April 2009 19.00 Uhr (Ortszeit) | Detroit Red Wings Jiří Hudler (30:48) Jonathan Ericsson (34:21) Niklas Kronwall (35:09) Johan Franzén (42:54) | 4:1 (0:0, 3:1, 1:0) Spielbericht Stand: 1:0 | Columbus Blue Jackets R. J. Umberger (31:40) | Joe Louis Arena, Detroit, Michigan Zuschauer: 20.066 |

| 18. April 2009 18.00 Uhr | Detroit Red Wings Brian Rafalski (13:33) Pawel Dazjuk (27:18) Henrik Zetterberg (35:30) Jiří Hudler (43:38) | 4:0 (1:0, 2:0, 1:0) Spielbericht Stand: 2:0 | Columbus Blue Jackets | Joe Louis Arena, Detroit, Michigan Zuschauer: 20.066 |

| 21. April 2009 19.00 Uhr | Columbus Blue Jackets R. J. Umberger (56:07) | 1:4 (0:2, 0:1, 1:1) Spielbericht Stand: 0:3 | Detroit Red Wings Tomas Holmström (1:07) Daniel Cleary (19:14) Henrik Zetterberg (33:55) Henrik Zetterberg (59:29) | Nationwide Arena, Columbus, Ohio Zuschauer: 19.219 |

| 23. April 2009 19.00 Uhr | Columbus Blue Jackets Kristian Huselius (6:12) Rick Nash (21:44) R. J. Umberger (25:38) Kris Russell (35:45) Fredrik Modin (38:04) | 5:6 (1:3, 4:2, 0:1) Spielbericht Stand: 0:4 | Detroit Red Wings Nicklas Lidström (2:58) Tomas Holmström (7:09) Daniel Cleary (10:02) Marián Hossa (26:59) Marián Hossa (31:26) Johan Franzén (59:13) | Nationwide Arena, Columbus, Ohio Zuschauer: 18.889 |

#### (3) Vancouver Canucks – (6) St. Louis Blues
| 15. April 2009 19.00 Uhr (Ortszeit) | Vancouver Canucks Daniel Sedin (10:03) Sami Salo (25:11) | 2:1 (1:0, 1:1, 0:0) Spielbericht Stand: 1:0 | St. Louis Blues Brad Boyes (38:16) | General Motors Place, Vancouver, British Columbia Zuschauer: 18.630 |

| 17. April 2009 19.00 Uhr | Vancouver Canucks Mats Sundin (38:04) Alexandre Burrows (49:46) Henrik Sedin (58:36) | 3:0 (0:0, 1:0, 2:0) Spielbericht Stand: 2:0 | St. Louis Blues | General Motors Place, Vancouver, British Columbia Zuschauer: 18.630 |

| 19. April 2009 18.00 Uhr | St. Louis Blues David Backes (3:11) Andy McDonald (36:13) | 2:3 (1:0, 1:2, 0:1) Spielbericht Stand: 0:3 | Vancouver Canucks Mattias Öhlund (7:57) Daniel Sedin (30:18) Steve Bernier (41:41) | Scottrade Center, St. Louis, Missouri Zuschauer: 19.500 |

| 21. April 2009 19.00 Uhr | St. Louis Blues Brad Boyes (33:30) David Perron (36:54) | 2:3 n. V. (0:1, 2:1, 0:0, 0:1) Spielbericht Stand: 0:4 | Vancouver Canucks Kyle Wellwood (5:20) Alexandre Burrows (29:23) Alexandre Burrows (79:41) | Scottrade Center, St. Louis, Missouri Zuschauer: 19.250 |

#### (4) Chicago Blackhawks – (5) Calgary Flames
| 16. April 2009 19.30 Uhr (Ortszeit) | Chicago Blackhawks Cam Barker (33:17) Martin Havlát (54:27) Martin Havlát (60:12) | 3:2 n. V. (0:1, 1:0, 1:1, 1:0) Spielbericht Stand: 1:0 | Calgary Flames David Moss (8:38) Michael Cammalleri (43:54) | United Center, Chicago, Illinois Zuschauer: 22.478 |

| 18. April 2009 20.00 Uhr | Chicago Blackhawks Jonathan Toews (20:46) Patrick Sharp (33:58) Jonathan Toews (39:36) | 3:2 (0:2, 3:0, 0:0) Spielbericht Stand: 2:0 | Calgary Flames Jarome Iginla (7:44) Adrian Aucoin (16:15) | United Center, Chicago, Illinois Zuschauer: 22.514 |

| 20. April 2009 19.30 Uhr | Calgary Flames Eric Nystrom (6:40) René Bourque (37:07) David Moss (41:18) David Moss (45:24) | 4:2 (1:1, 1:0, 2:1) Spielbericht Stand: 1:2 | Chicago Blackhawks Patrick Sharp (2:03) Martin Havlát (55:35) | Pengrowth Saddledome, Calgary, Alberta Zuschauer: 19.289 |

| 22. April 2009 20.00 Uhr | Calgary Flames Jarome Iginla (5:47) Olli Jokinen (20:50) Adrian Aucoin (28:10) Olli Jokinen (29:16) Eric Nystrom (53:04) Jarome Iginla (59:49) | 6:4 (1:1, 3:3, 2:0) Spielbericht Stand: 2:2 | Chicago Blackhawks Patrick Kane (4:40) Kris Versteeg (32:13) Cam Barker (36:44) Samuel Påhlsson (39:27) | Pengrowth Saddledome, Calgary, Alberta Zuschauer: 19.289 |

| 25. April 2009 20.00 Uhr | Chicago Blackhawks Brent Seabrook (9:19) Patrick Sharp (10:49) Kris Versteeg (11:08) Andrew Ladd (26:14) Cam Barker (34:56) | 5:1 (3:0, 2:1, 0:0) Spielbericht Stand: 3:2 | Calgary Flames Dustin Boyd (22:45) | United Center, Chicago, Illinois Zuschauer: 22.563 |

| 27. April 2009 19.30 Uhr | Calgary Flames Todd Bertuzzi (40:54) | 1:4 (0:2, 0:1, 1:1) Spielbericht Stand: 2:4 | Chicago Blackhawks Patrick Kane (2:20) Adam Burish (10:11) Brian Campbell (34:57) Dustin Byfuglien (59:55) | Pengrowth Saddledome, Calgary, Alberta Zuschauer: 19.289 |

## Conference-Halbfinale

### Eastern Conference

#### (1) Boston Bruins – (6) Carolina Hurricanes
| 1. Mai 2009 19.30 Uhr (Ortszeit) | Boston Bruins Aaron Ward (1:34) Marc Savard (27:21) Michael Ryder (32:41) Marc Savard (47:21) | 4:1 (1:1, 2:0, 1:0) Spielbericht Stand: 1:0 | Carolina Hurricanes Jussi Jokinen (18:50) | TD Banknorth Garden, Boston, Massachusetts Zuschauer: 17.565 |

| 3. Mai 2009 19.30 Uhr | Boston Bruins | 0:3 (0:0, 0:2, 0:1) Spielbericht Stand: 1:1 | Carolina Hurricanes Joe Corvo (22:30) Matt Cullen (27:32) Eric Staal (59:32) | TD Banknorth Garden, Boston, Massachusetts Zuschauer: 17.565 |

| 6. Mai 2009 19.30 Uhr | Carolina Hurricanes Eric Staal (36:49) Sergei Samsonow (37:58) Jussi Jokinen (62:48) | 3:2 n. V. (0:1, 2:0, 0:1, 1:0) Spielbericht Stand: 2:1 | Boston Bruins Milan Lucic (8:43) Mark Recchi (49:03) | RBC Center, Raleigh, North Carolina Zuschauer: 18.680 |

| 8. Mai 2009 19.30 Uhr | Carolina Hurricanes Eric Staal (4:54) Jussi Jokinen (42:52) Sergei Samsonow (54:31) Eric Staal (55:41) | 4:1 (1:0, 0:1, 3:0) Spielbericht Stand: 3:1 | Boston Bruins Marc Savard (22:37) | RBC Center, Raleigh, North Carolina Zuschauer: 18.878 |

| 10. Mai 2009 19.30 Uhr | Boston Bruins Mark Recchi (14:48) Phil Kessel (18:36) Phil Kessel (24:40) Milan Lucic (52:21) | 4:0 (2:0, 1:0, 1:0) Spielbericht Stand: 2:3 | Carolina Hurricanes | TD Banknorth Garden, Boston, Massachusetts Zuschauer: 17.565 |

| 12. Mai 2009 19.00 Uhr | Carolina Hurricanes Matt Cullen (22:49) Sergei Samsonow (47:20) | 2:4 (0:2, 1:2, 1:0) Spielbericht Stand: 3:3 | Boston Bruins Mark Recchi (2:01) Steve Montador (5:04) Marc Savard (28:53) Chuck Kobasew (28:03) | RBC Center, Raleigh, North Carolina Zuschauer: 18.680 |

| 14. Mai 2009 20.00 Uhr | Boston Bruins Byron Bitz (7:42) Milan Lucic (46:19) | 2:3 n. V. (1:1, 0:1, 1:0, 0:1) Spielbericht Stand: 3:4 | Carolina Hurricanes Rod Brind’Amour (13:59) Sergei Samsonow (27:45) Scott Walker (78:46) | TD Banknorth Garden, Boston, Massachusetts Zuschauer: 17.565 |

#### (2) Washington Capitals – (4) Pittsburgh Penguins
| 2. Mai 2009 13.00 Uhr (Ortszeit) | Washington Capitals Dave Steckel (13:50) Alexander Owetschkin (17:03) Tomáš Fleischmann (41:46) | 3:2 (2:1, 0:1, 1:0) Spielbericht Stand: 1:0 | Pittsburgh Penguins Sidney Crosby (4:09) Mark Eaton (32:54) | Verizon Center, Washington, D.C. Zuschauer: 18.277 |

| 4. Mai 2009 19.00 Uhr | Washington Capitals Alexander Owetschkin (22:18) Dave Steckel (35:49) Alexander Owetschkin (52:53) Alexander Owetschkin (55:22) | 4:3 (0:1, 2:1, 2:1) Spielbericht Stand: 2:0 | Pittsburgh Penguins Sidney Crosby (6:38) Sidney Crosby (30:57) Sidney Crosby (59:29) | Verizon Center, Washington, D.C. Zuschauer: 18.277 |

| 6. Mai 2009 19.00 Uhr | Pittsburgh Penguins Ruslan Fedotenko (29:29) Jewgeni Malkin (55:01) Kris Letang (71:23) | 3:2 n. V. (0:1, 1:0, 1:1, 1:0) Spielbericht Stand: 1:2 | Washington Capitals Alexander Owetschkin (1:23) Nicklas Bäckström (58:10) | Mellon Arena, Pittsburgh, Pennsylvania Zuschauer: 17.132 |

| 8. Mai 2009 19.00 Uhr | Pittsburgh Penguins Sergei Gontschar (3:55) Bill Guerin (10:47) Ruslan Fedotenko (15:25) Sidney Crosby (44:16) Maxime Talbot (54:46) | 5:3 (3:1, 0:1, 2:1) Spielbericht Stand: 2:2 | Washington Capitals Nicklas Bäckström (0:36) Chris Clark (35:08) Milan Jurčina (46:23) | Mellon Arena, Pittsburgh, Pennsylvania Zuschauer: 17.132 |

| 9. Mai 2009 19.00 Uhr | Washington Capitals Alexander Owetschkin (26:16) Nicklas Bäckström (34:35) Alexander Owetschkin (55:52) | 3:4 n. V. (0:0, 2:1, 1:2, 0:1) Spielbericht Stand: 2:3 | Pittsburgh Penguins Jordan Staal (25:17) Ruslan Fedotenko (40:51) Matt Cooke (46:27) Jewgeni Malkin (63:28) | Verizon Center, Washington, D.C. Zuschauer: 18.277 |

| 11. Mai 2009 19.00 Uhr | Pittsburgh Penguins Bill Guerin (5:55) Mark Eaton (39:26) Kris Letang (44:40) Sidney Crosby (55:42) | 4:5 n. V. (1:0, 1:2, 2:2, 0:1) Spielbericht Stand: 3:3 | Washington Capitals Wiktor Koslow (26:27) Tomáš Fleischmann (34:42) Brooks Laich (45:38) Wiktor Koslow (46:07) Dave Steckel (66:22) | Mellon Arena, Pittsburgh, Pennsylvania Zuschauer: 17.132 |

| 13. Mai 2009 19.00 Uhr | Washington Capitals Alexander Owetschkin (38:09) Brooks Laich (46:36) | 2:6 (0:2, 1:3, 1:1) Spielbericht Stand: 3:4 | Pittsburgh Penguins Sidney Crosby (12:36) Craig Adams (12:44) Bill Guerin (20:28) Kris Letang (22:12) Jordan Staal (31:37) Sidney Crosby (42:02) | Verizon Center, Washington, D.C. Zuschauer: 18.277 |

### Western Conference

#### (2) Detroit Red Wings – (8) Anaheim Ducks
| 1. Mai 2009 19.00 Uhr (Ortszeit) | Detroit Red Wings Johan Franzén (12:33) Nicklas Lidström (34:24) Nicklas Lidström (59:10) | 3:2 (1:1, 1:1, 1:0) Spielbericht Stand: 1:0 | Anaheim Ducks Corey Perry (7:28) Teemu Selänne (39:43) | Joe Louis Arena, Detroit, Michigan Zuschauer: 20.066 |

| 3. Mai 2009 14.00 Uhr | Detroit Red Wings Brad Stuart (6:00) Mikael Samuelsson (13:54) Johan Franzén (45:19) | 3:4 n. V. (2:2, 0:1, 1:0, 0:0, 0:0, 0:1) Spielbericht Stand: 1:1 | Anaheim Ducks Ryan Getzlaf (8:16) Chris Pronger (8:50) Ryan Carter (24:42) Todd Marchant (101:14) | Joe Louis Arena, Detroit, Michigan Zuschauer: 20.066 |

| 5. Mai 2009 19.30 Uhr | Anaheim Ducks Teemu Selänne (12:49) Scott Niedermayer (28:16) | 2:1 (1:0, 1:1, 0:0) Spielbericht Stand: 2:1 | Detroit Red Wings Henrik Zetterberg (34:20) | Honda Center, Anaheim, Kalifornien Zuschauer: 17.174 |

| 7. Mai 2009 19.30 Uhr | Anaheim Ducks Corey Perry (0:42) Corey Perry (31:03) Scott Niedermayer (50:03) | 3:6 (1:2, 1:2, 1:2) Spielbericht Stand: 2:2 | Detroit Red Wings Johan Franzén (11:49) Johan Franzén (19:24) Marián Hossa (36:02) Marián Hossa (39:04) Mikael Samuelsson (42:46) Henrik Zetterberg (57:27) | Honda Center, Anaheim, Kalifornien Zuschauer: 17.601 |

| 10. Mai 2009 17.00 Uhr | Detroit Red Wings Johan Franzén (23:23) Jiří Hudler (24:02) Darren Helm (46:52) Henrik Zetterberg (59:08) | 4:1 (0:0, 2:1, 2:0) Spielbericht Stand: 3:2 | Anaheim Ducks Ryan Whitney (35:37) | Joe Louis Arena, Detroit, Michigan Zuschauer: 20.066 |

| 12. Mai 2009 19.00 Uhr | Anaheim Ducks Ryan Getzlaf (22:21) Corey Perry (37:35) | 2:1 (0:0, 2:0, 0:1) Spielbericht Stand: 3:3 | Detroit Red Wings Johan Franzén (57:35) | Honda Center, Anaheim, Kalifornien Zuschauer: 17.174 |

| 14. Mai 2009 19.00 Uhr | Detroit Red Wings Jiří Hudler (15:43) Darren Helm (21:17) Mikael Samuelsson (36:23) Daniel Cleary (57:00) | 4:3 (0:0, 2:1, 2:0) Spielbericht Stand: 4:3 | Anaheim Ducks Teemu Selänne (34:50) Corey Perry (37:12) Bobby Ryan (47:37) | Joe Louis Arena, Detroit, Michigan Zuschauer: 20.066 |

#### (3) Vancouver Canucks – (4) Chicago Blackhawks
| 30. April 2009 18.00 Uhr (Ortszeit) | Vancouver Canucks Pavol Demitra (15:22) Henrik Sedin (25:13) Ryan Kesler (35:23) Sami Salo (58:47) Ryan Johnson (59:44) | 5:3 (1:0, 2:0, 2:3) Spielbericht Stand: 1:0 | Chicago Blackhawks Patrick Kane (41:01) Patrick Kane (50:11) Dave Bolland (54:31) | General Motors Place, Vancouver, British Columbia Zuschauer: 18.630 |

| 2. Mai 2009 18.00 Uhr | Vancouver Canucks Sami Salo (5:35) Alexander Edler (6:44) Henrik Sedin (57:15) | 3:6 (2:0, 0:3, 1:3) Spielbericht Stand: 1:1 | Chicago Blackhawks Patrick Sharp (30:24) Patrick Sharp (33:30) Dave Bolland (36:50) Ben Eager (42:13) Patrick Kane (45:48) Dave Bolland (58:50) | General Motors Place, Vancouver, British Columbia Zuschauer: 18.630 |

| 5. Mai 2009 19.00 Uhr | Chicago Blackhawks Brian Campbell (31:09) | 1:3 (0:1, 1:2, 0:0) Spielbericht Stand: 1:2 | Vancouver Canucks Mason Raymond (15:34) Steve Bernier (21:00) Henrik Sedin (28:40) | United Center, Chicago, Illinois Zuschauer: 22.659 |

| 7. Mai 2009 19.00 Uhr | Chicago Blackhawks Martin Havlát (57:16) Andrew Ladd (62:52) | 2:1 n. V. (0:0, 0:1, 1:0, 1:0) Spielbericht Stand: 2:2 | Vancouver Canucks Darcy Hordichuk (28:32) | United Center, Chicago, Illinois Zuschauer: 22.682 |

| 9. Mai 2009 19.30 Uhr | Vancouver Canucks Ryan Kesler (17:54) Mats Sundin (31:16) | 2:4 (1:1, 1:1, 0:2) Spielbericht Stand: 2:3 | Chicago Blackhawks Dustin Byfuglien (15:27) Dustin Byfuglien (38:22) Dave Bolland (54:55) Martin Havlát (58:58) | General Motors Place, Vancouver, British Columbia Zuschauer: 18.630 |

| 11. Mai 2009 20.00 Uhr | Chicago Blackhawks Patrick Kane (13:13) Kris Versteeg (23:54) Jonathan Toews (30:17) Adam Burish (45:41) Patrick Kane (53:00) Jonathan Toews (53:49) Patrick Kane (56:17) | 7:5 (1:1, 2:2, 4:2) Spielbericht Stand: 4:2 | Vancouver Canucks Mason Raymond (11:13) Daniel Sedin (31:09) Shane O’Brien (34:49) Mats Sundin (43:43) Daniel Sedin (52:15) | United Center, Chicago, Illinois Zuschauer: 22.687 |

## Conference-Finale

### Eastern Conference

#### (4) Pittsburgh Penguins – (6) Carolina Hurricanes
| 18. Mai 2009 19.30 Uhr (Ortszeit) | Pittsburgh Penguins Miroslav Šatan (9:17) Jewgeni Malkin (10:41) Philippe Boucher (51:33) | 3:2 (2:0, 0:1, 1:1) Spielbericht Stand: 1:0 | Carolina Hurricanes Chad LaRose (33:04) Joe Corvo (58:34) | Mellon Arena, Pittsburgh, Pennsylvania Zuschauer: 17.132 |

| 21. Mai 2009 19.30 Uhr | Pittsburgh Penguins Sidney Crosby (1:51) Jewgeni Malkin (8:15) Maxime Talbot (23:11) Chris Kunitz (39:52) Jewgeni Malkin (48:50) Jewgeni Malkin (52:25) Tyler Kennedy (58:11) | 7:4 (2:3, 2:0, 3:1) Spielbericht Stand: 2:0 | Carolina Hurricanes Chad LaRose (3:07) Jussi Jokinen (8:40) Dennis Seidenberg (12:10) Patrick Eaves (42:35) | Mellon Arena, Pittsburgh, Pennsylvania Zuschauer: 17.132 |

| 23. Mai 2009 19.30 Uhr | Carolina Hurricanes Matt Cullen (4:06) Sergei Samsonow (41:58) | 2:6 (1:3, 0:0, 1:3) Spielbericht Stand: 0:3 | Pittsburgh Penguins Jewgeni Malkin (6:50) Sidney Crosby (19:17) Jewgeni Malkin (19:48) Ruslan Fedotenko (51:29) Craig Adams (58:12) Bill Guerin (58:52) | RBC Center, Raleigh, North Carolina Zuschauer: 18.789 |

| 26. Mai 2009 19.30 Uhr | Carolina Hurricanes Eric Staal (1:36) | 1:4 (1:2, 0:1, 0:1) Spielbericht Stand: 0:4 | Pittsburgh Penguins Ruslan Fedotenko (8:21) Maxime Talbot (18:31) Bill Guerin (32:10) Craig Adams (58:50) | RBC Center, Raleigh, North Carolina Zuschauer: 18.680 |

### Western Conference

#### (2) Detroit Red Wings – (4) Chicago Blackhawks
| 17. Mai 2009 15.00 Uhr (Ortszeit) | Detroit Red Wings Daniel Cleary (8:23) Johan Franzén (36:38) Mikael Samuelsson (47:31) Daniel Cleary (48:58) Henrik Zetterberg (59:17) | 5:2 (1:1, 1:0, 3:1) Spielbericht Stand: 1:0 | Chicago Blackhawks Adam Burish (5:25) Kris Versteeg (43:12) | Joe Louis Arena, Detroit, Michigan Zuschauer: 20.066 |

| 19. Mai 2009 19.30 Uhr | Detroit Red Wings Brian Rafalski (16:43) Daniel Cleary (34:06) Mikael Samuelsson (65:14) | 3:2 n. V. (1:1, 1:0, 0:1, 1:0) Spielbericht Stand: 2:0 | Chicago Blackhawks Jonathan Toews (12:49) Jonathan Toews (52:20) | Joe Louis Arena, Detroit, Michigan Zuschauer: 20.066 |

| 22. Mai 2009 19.00 Uhr | Chicago Blackhawks Patrick Sharp (8:45) Andrew Ladd (9:50) Samuel Påhlsson (20:45) Patrick Sharp (61:52) | 4:3 n. V. (2:0, 1:3, 0:0, 1:0) Spielbericht Stand: 1:2 | Detroit Red Wings Nicklas Lidström (34:38) Daniel Cleary (37:10) Jonathan Ericsson (39:01) | United Center, Chicago, Illinois Zuschauer: 22.678 |

| 24. Mai 2009 14.00 Uhr | Chicago Blackhawks Jonathan Toews (23:53) | 1:6 (0:2, 1:3, 0:1) Spielbericht Stand: 1:3 | Detroit Red Wings Marián Hossa (8:41) Johan Franzén (19:39) Valtteri Filppula (21:13) Marián Hossa (24:05) Henrik Zetterberg (27:42) Henrik Zetterberg (52:47) | United Center, Chicago, Illinois Zuschauer: 22.663 |

| 27. Mai 2009 19.30 Uhr | Detroit Red Wings Daniel Cleary (46:08) Darren Helm (63:58) | 2:1 n. V. (0:0, 0:0, 1:1, 1:0) Spielbericht Stand: 4:1 | Chicago Blackhawks Patrick Kane (52:53) | Joe Louis Arena, Detroit, Michigan Zuschauer: 20.066 |

## Stanley-Cup-Finale

### (W2) Detroit Red Wings – (E4) Pittsburgh Penguins
| 30. Mai 2009 20.00 Uhr (Ortszeit) | Detroit Red Wings Brad Stuart (13:38) Johan Franzén (39:02) Justin Abdelkader (42:46) | 3:1 (1:1, 1:0, 1:0) Spielbericht Stand: 1:0 | Pittsburgh Penguins Ruslan Fedotenko (18:37) | Joe Louis Arena, Detroit, Michigan Zuschauer: 20.066 |

| 31. Mai 2009 20.00 Uhr | Detroit Red Wings Jonathan Ericsson (24:21) Valtteri Filppula (30:29) Justin Abdelkader (42:47) | 3:1 (0:1, 2:0, 1:0) Spielbericht Stand: 2:0 | Pittsburgh Penguins Jewgeni Malkin (16:50) | Joe Louis Arena, Detroit, Michigan Zuschauer: 20.066 |

| 2. Juni 2009 20.00 Uhr | Pittsburgh Penguins Maxime Talbot (4:48) Kris Letang (15:57) Sergei Gontschar (50:29) Maxime Talbot (59:03) | 4:2 (2:2, 0:0, 2:0) Spielbericht Stand: 1:2 | Detroit Red Wings Henrik Zetterberg (6:19) Johan Franzén (11:33) | Mellon Arena, Pittsburgh, Pennsylvania Zuschauer: 17.132 |

| 4. Juni 2009 20.00 Uhr | Pittsburgh Penguins Jewgeni Malkin (2:39) Jordan Staal (28:35) Sidney Crosby (30:34) Tyler Kennedy (34:12) | 4:2 (1:1, 3:1, 0:0) Spielbericht Stand: 2:2 | Detroit Red Wings Darren Helm (18:19) Brad Stuart (20:46) | Mellon Arena, Pittsburgh, Pennsylvania Zuschauer: 17.132 |

| 6. Juni 2009 20.00 Uhr | Detroit Red Wings Daniel Cleary (13:32) Valtteri Filppula (21:44) Niklas Kronwall (26:11) Brian Rafalski (28:26) Henrik Zetterberg (35:40) | 5:0 (1:0, 4:0, 0:0) Spielbericht Stand: 3:2 | Pittsburgh Penguins | Joe Louis Arena, Detroit, Michigan Zuschauer: 20.066 |

| 9. Juni 2009 20.00 Uhr | Pittsburgh Penguins Jordan Staal (20:51) Tyler Kennedy (45:35) | 2:1 (0:0, 1:0, 1:1) Spielbericht Stand: 3:3 | Detroit Red Wings Kris Draper (48:01) | Mellon Arena, Pittsburgh, Pennsylvania Zuschauer: 17.132 |

| 12. Juni 2009 20.00 Uhr | Detroit Red Wings Jonathan Ericsson (53:53) | 1:2 (0:0, 0:2, 1:0) Spielbericht Stand: 3:4 | Pittsburgh Penguins Maxime Talbot (21:13) Maxime Talbot (30:07) | Joe Louis Arena, Detroit, Michigan Zuschauer: 20.066 |

### Stanley-Cup-Sieger
| Stanley-Cup-Sieger Pittsburgh Penguins | Torhüter: Marc-André Fleury, Mathieu Garon Verteidiger: Philippe Boucher, Mark Eaton, Hal Gill, Alex Goligoski, Sergei Gontschar, Kris Letang, Brooks Orpik, Rob Scuderi Angreifer: Craig Adams, Matt Cooke, Sidney Crosby (C), Pascal Dupuis, Ruslan Fedotenko, Eric Godard, Bill Guerin, Tyler Kennedy, Chris Kunitz, Jewgeni Malkin, Miroslav Šatan, Jordan Staal, Petr Sýkora, Maxime Talbot, Mike Zigomanis Cheftrainer: Dan Bylsma General Manager: Ray Shero |

## Beste Scorer
Abkürzungen: GP = Spiele, G = Tore, A = Assists, Pts = Punkte, +/− = Plus/Minus, PIM = Strafminuten; Fett: Bestwert
| Spieler              | Team                | GP | G  | A  | Pts | +/− | PIM |
| -------------------- | ------------------- | -- | -- | -- | --- | --- | --- |
| Jewgeni Malkin       | Pittsburgh Penguins | 24 | 14 | 22 | 36  | +3  | 51  |
| Sidney Crosby        | Pittsburgh Penguins | 24 | 15 | 16 | 31  | +9  | 14  |
| Henrik Zetterberg    | Detroit Red Wings   | 23 | 11 | 13 | 24  | +13 | 13  |
| Johan Franzén        | Detroit Red Wings   | 23 | 12 | 11 | 23  | +8  | 12  |
| Alexander Owetschkin | Washington Capitals | 14 | 11 | 10 | 21  | +10 | 8   |
| Ryan Getzlaf         | Anaheim Ducks       | 13 | 4  | 14 | 18  | +3  | 25  |
| Nicklas Lidström     | Detroit Red Wings   | 21 | 4  | 12 | 16  | +11 | 6   |
| Valtteri Filppula    | Detroit Red Wings   | 23 | 3  | 13 | 16  | +8  | 8   |
| Eric Staal           | Carolina Hurricanes | 18 | 10 | 5  | 15  | −3  | 4   |
| Daniel Cleary        | Detroit Red Wings   | 23 | 9  | 6  | 15  | +17 | 12  |

## Beste Torhüter
Die kombinierte Tabelle zeigt die jeweils drei besten Torhüter in den Kategorien Gegentorschnitt und Fangquote sowie die jeweils Führenden in den Kategorien Shutouts und Siege.
Abkürzungen: GP = Spiele, TOI = Eiszeit (in Minuten), W = Siege, L = Niederlagen, OTL = Overtime/Shootout-Niederlagen, GA = Gegentore, SO = Shutouts, Sv% = gehaltene Schüsse (in %), GAA = Gegentorschnitt; Fett: Saisonbestwert; Sortiert nach Gegentorschnitt.
Erfasst werden nur Torhüter mit 180 absolvierten Spielminuten.
| Spieler           | Team                | GP | TOI  | W  | L  | GA | SO | Sv%  | GAA  |
| ----------------- | ------------------- | -- | ---- | -- | -- | -- | -- | ---- | ---- |
| Tim Thomas        | Boston Bruins       | 11 | 679  | 7  | 4  | 21 | 1  | 93,5 | 1,85 |
| Chris Osgood      | Detroit Red Wings   | 23 | 1405 | 15 | 8  | 47 | 2  | 92,6 | 2,01 |
| Jonas Hiller      | Anaheim Ducks       | 13 | 757  | 7  | 6  | 30 | 2  | 94,3 | 2,23 |
| Martin Brodeur    | New Jersey Devils   | 7  | 426  | 3  | 4  | 17 | 1  | 92,9 | 2,39 |
| Semjon Warlamow   | Washington Capitals | 13 | 758  | 7  | 6  | 32 | 2  | 91,8 | 2,53 |
| Marc-André Fleury | Pittsburgh Penguins | 24 | 1447 | 16 | 8  | 63 | 0  | 90,8 | 2,61 |
| Cam Ward          | Carolina Hurricanes | 18 | 1101 | 8  | 10 | 49 | 2  | 91,5 | 2,67 |